# Joe Turner (pianiste)
Pour les articles homonymes, voir Joe Turner et Turner.
Joe Turner, né le 3 novembre 1907 à Baltimore dans le Maryland et mort le 21 juillet 1990 à Montreuil dans le département français de la Seine Saint Denis, est un pianiste de jazz américain spécialisé dans le style piano stride.

## Biographie
Sa mère commence à lui apprendre le piano à l'âge de 5 ans, et à l'âge de douze ans il commence à se produire.
En 1928 il est engagé dans l'orchestre de Benny Carter qui passera sous la férule de Louis Armstrong en 1930.
Habitué des clubs de Harlem, il participe un jour à une joute avec un débutant, Art Tatum. Jo (sans "e") lui joue son morceau de bravoure, Liza, puis Art Tatum le remplace au piano et c'est un feu d'artifice. Jo, beau joueur, présentera Art Tatum à Adelaïde Hall avec qui Art Tatum fera ses premiers enregistrements pour la marque Decca et la suit dans une tournée en Europe.
Il se lie avec Erroll Garner pendant la seconde guerre mondiale et remplacera d'ailleurs ce dernier quelques jours après sa mort en janvier 1977 dans le club où il devait reprendre sa carrière.
Mobilisé, il joue du piano dans l’orchestre de l'armée américaine dirigé par Sy Oliver, ancien arrangeur du grand orchestre de Jimmie Lunceford.
Après la guerre, il joue avec la formation de Rex Stewart, avant de s’établir en Europe.
En 1962, il s’installe à Paris. On pouvait l’entendre depuis cette date dans un restaurant de l'avenue Pierre 1er de Serbie La Calavodos,  où, du soir jusqu’à l’aube, il jouait et chantait dans un style qui n’appartenait qu’à lui. Les photos le montrent souvent mâchonnant un énorme cigare mais il confessait volontiers que c'était pour la galerie.
Joe Turner était le dernier survivant de la grande ligne des maîtres du piano stride allant jusqu'à enregistrer le thème de Thelonious Monk Well, You Needn't. 
Joe turner apparait dans le film Boulevard du rhum de Robert Enrico et dans Strip-tease par Jacques Poitrenaud.
Joe Turner décède le 21 juillet 1990 des suites d'un infarctus à Montreuil,. Il est inhumé au cimetière de Fontenay-sous-Bois.

## Discographie (sélection)
- 1952 : Piano Mood, label : Vogue Records,
- 1958 : Joe Turner And Albert Nicholas Quartet – Joe & Nick + Two, label : Columbia Records,
- 1969 :  Smashing Thirds, label : MPS Records (Musik-Produktion Schwarzwald),
- 1969 : Stride By Stride, label :  77 Records,
- 1974 : Joe's Back In Town, label : Black and Blue,
- 1976 : Another Epoch-Stride Piano, label : Pablo Records,
- 1976 : King Of Stride, label : Chiaroscuro Records,
- 1978 : As Time Goes By, label : New York Records,
- 1979 : Effervescent, label : Black and Blue,
- 1979 : I Understand, label : Black and Blue,
- 1980 : Stridin' In Paris, label : Vogue Records,
- 1983 : Walking Through Heaven, label : Swingtime Records,
- 2001 : Joe Turner Trio With Slam Stewart And Jo Jones, label : Black and Blue,